# Ars Musica (álbum)
Ars Musica es el título que recibe el noveno álbum de estudio de la banda española de metal sinfónico neo-clásico, Dark Moor. Fue nuevamente grabado en los estudios New Sin en Italia, a cargo del productor Luigi Stefanini. Vio la luz el 18 de junio de 2013. Al igual que en su disco anterior, cuenta con la colaboración de la soprano Berenice Musa.
El álbum tiene una orquestación menos orientada a la música clásica, algo que era común en sus anteriores trabajos, siendo esta más cercana al concepto de "banda sonora". Las letras de las canciones fueron escritas por Francisco J. García, excepto "El Último Rey" que fue escrita por Francisco J. García y Alfred Romero.

## Lista de canciones
1. Ars Music (Intro)
2. First Lance Of Spain
3. It Is My Way
4. The Road Again
5. Together As Ever
6. The City Of Peace
7. Gara And Jonay
8. Living In A Nightmare
9. El Último Rey
10. Saint James' Way
11. Spanish Suite (Asturias)Special Bonus Tracks:
12. The Road Again (Acoustic Version)
13. Living In A Nightmare (Versión orquestal)

## Formación
- Alfred Romero - Voz principal y guitarra acústica
- Enrik García - Guitarra eléctrica
- Mario García - Bajo
- Roberto Cappa - Batería
- Berenice Musa - Voz soprano y coros
- Luigi Stefanini - Piano y órgano

## Curiosidades del álbum
- The Road Again es el único sencillo del álbum. La banda estrenó el videoclip de la canción una semana antes de publicar el resto del álbum.[3]
- La canción First Lance Of Spain está basada en la carta que Diego de León escribió a su esposa la noche antes de su fusilamiento.
- Gara y Jonay : la canción trata de la leyenda de un amor con un tráfico final  Gara, aborigen de la gamara y Jonay, aborigen de Tenerife se encontraron en las fiestas de beñesmen, se enamoraron profundamente, cuando se los informaron a las familias de cada uno, el volcán Teide empezó a erupcionar por lo tanto, un amor imposible ya que también los dos pertenecían a tribus distintas, ellos huyeron hasta el pico más alto de La Gamara y al ver que no podían estar juntos, se empalaron con una lanza filosa y se lanzaron del risco, prefirieron morir juntos a vivir separados
- El Último Rey  habla sobre la historia de Boabdil "el chico", el último rey musulmán en España. En palabras de la banda: «(...)hace referencia a la mítica frase “llora como una mujer lo que no supiste defender como un hombre”, al perder Granada a manos de los cristianos. Trata sobre todo de ese sentimiento de antigua gloria, de perdida (él nació en Granada), intentamos trasladarlo a las vivencias de cada uno. ¿Quién no ha tenido alguna perdida al no poder defender lo que intentaba proteger?».[4]
- El track Spanish Suite (Asturias) es un cover de la obra "Asturias" del compositor español Isaac Albéniz.
- El arte de la portada del disco fue hecha por la artista digital brasileña, Nathalia Suellen.[5]